# Eleccions al Parlament d'Andalusia de 1986
Les Eleccions al Parlament d'Andalusia de 1986 se celebraren el 22 de juny. Amb un cens de 4.819.132 electors, els votants foren 3.407.797 (70,7%) i 1.411.335 les abstencions (29,3%). El PSOE guanyà novament per majoria absoluta, tot i que va perdre molts vots, i aconseguí el nomenament del seu candidat, José Rodríguez de la Borbolla, com a president de la Junta.
- Els resultats foren:

| ← Eleccions al Parlament d'Andalusia, 1986 → |           |       |        |
| Partit                                       | Vots      | %     | Escons |
| PSOE                                         | 1.581.513 | 46,53 | 60     |
| AP- PDP-UL                                   | 794.697   | 23,38 | 28     |
| Izquierda Unida                              | 598.889   | 17,62 | 19     |
| Partit Andalusista                           | 196.947   | 5,79  | 2      |
| CDS                                          | 109.678   | 3,23  |        |
| Mesa por la Unidad de los Comunistas         | 50.886    | 1,2   |        |
| PSPA                                         | 26.560    | 0,78  |        |
| PRD                                          | 25.934    | 0,76  |        |
| Partido Humanista                            | 6.982     | 0,21  |        |
| Liberación Andaluza                          | 5.996     | 0,18  |        |
| MFE                                          | 802       | 0,09  |        |

A part, es comptabilitzaren 12.294 (0,4%) vots en blanc.

## Diputats electes
- José Rodríguez de la Borbolla (PSOE)
- Antonio Hernández Mancha (AP)
- Luis Uruñuela (PSA)
- Julio Anguita (Izquierda Unida)